# Vâlceaua „Partea Cneazului”
Vâlceaua „Partea Cneazului” este un monument al naturii de tip geologic sau paleontologic în raionul Ocnița, Republica Moldova. Este amplasat la sud de satul Mereșeuca, ocolul silvic Ocnița, Naslavcea, parcela 3, subparcelele 3, 22, 23. Are o suprafață de 20 ha. Obiectul este administrat de Primăria satului Mereșeuca.

## Descriere
Aria protejată este localizată pe versantul de dreapta al unei vâlcele din apropierea satului Mereșeuca, acoperită cu vegetație de stepă.
În amonte de pârâu aflorează depozite ale Cretacicului (etajul Cenomanian) și ale Neogenului (etajele Badenian și Sarmațian). Din stâncile cretacice au fost extrase colecții de faună fosilă ale Cretacicului superior, inclusiv un schelet de ihtiozaur.

## Statut de protecție
Obiectivul a fost luat sub protecția statului prin Hotărîrea Sovietului de Miniștri al RSSM din 13 martie 1962 nr. 111, iar statutul de protecție a fost reconfirmat prin Hotărîrea Sovietului de Miniștri al RSSM din 8 ianuarie 1975 nr. 5 și Legea nr. 1538 din 25 februarie 1998 privind fondul ariilor naturale protejate de stat. Deținătorul funciar al monumentului natural era, la momentul publicării Legii din 1998, Întreprinderea Agricolă „Nistru”, dar între timp Vâlceaua a trecut la balanța primăriei satului Mereșeuca.
Situl prezintă interes științific de importanță națională în ce privește cartarea geologică și întocmirea schemei tectonice a Moldovei și regiunilor limitrofe. Este o resursă prețioasă de fosile ale faunei cenomaniene.
Conform situației din anul 2016, nu este instalat niciun panou informativ cu informații despre monumentul natural. Este recomandată intensificarea cercetărilor paleontologice și geologice, cât și includerea zonei în trasee turistice.

## Galerie de imagini

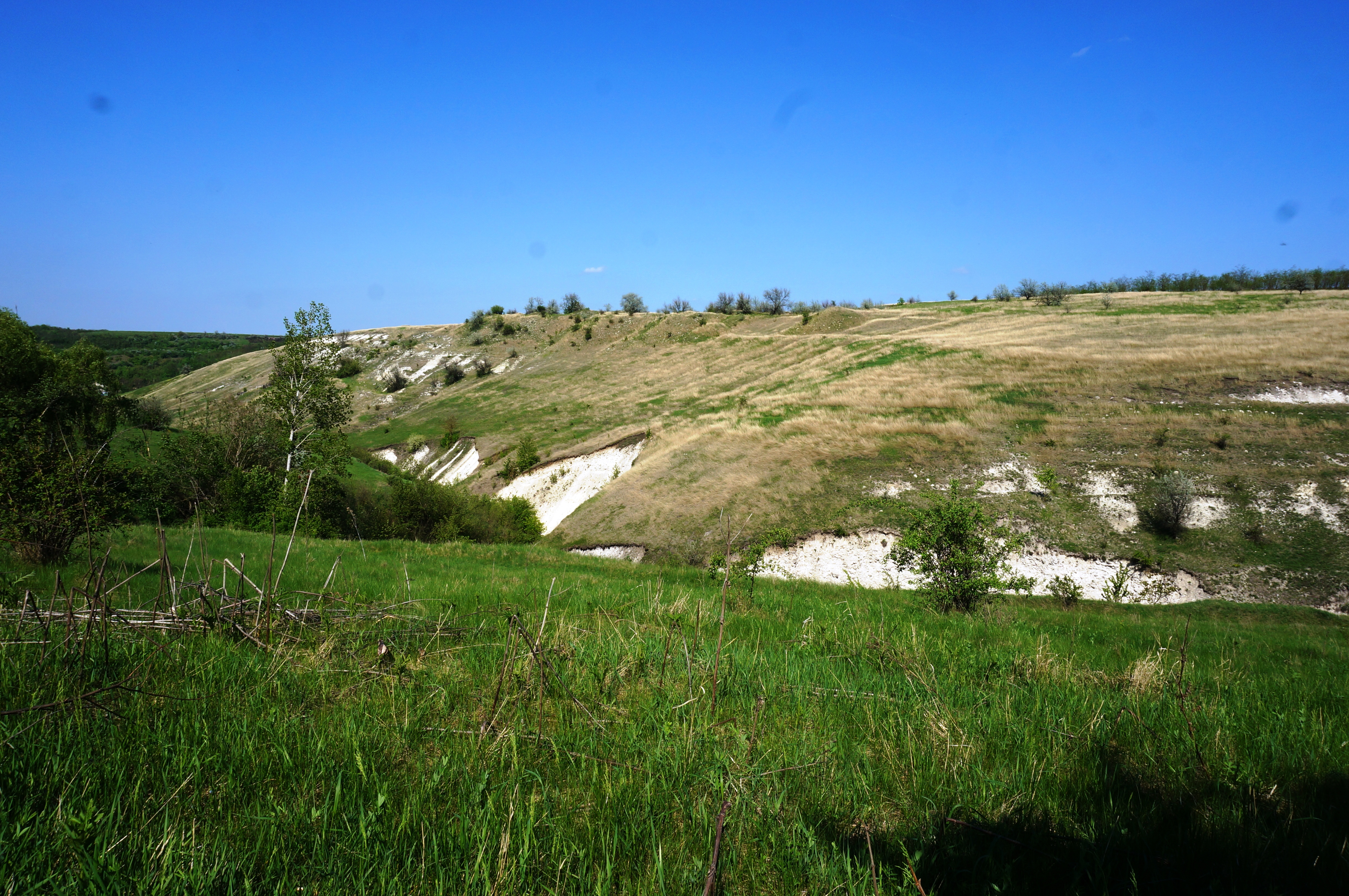
Vedere generală
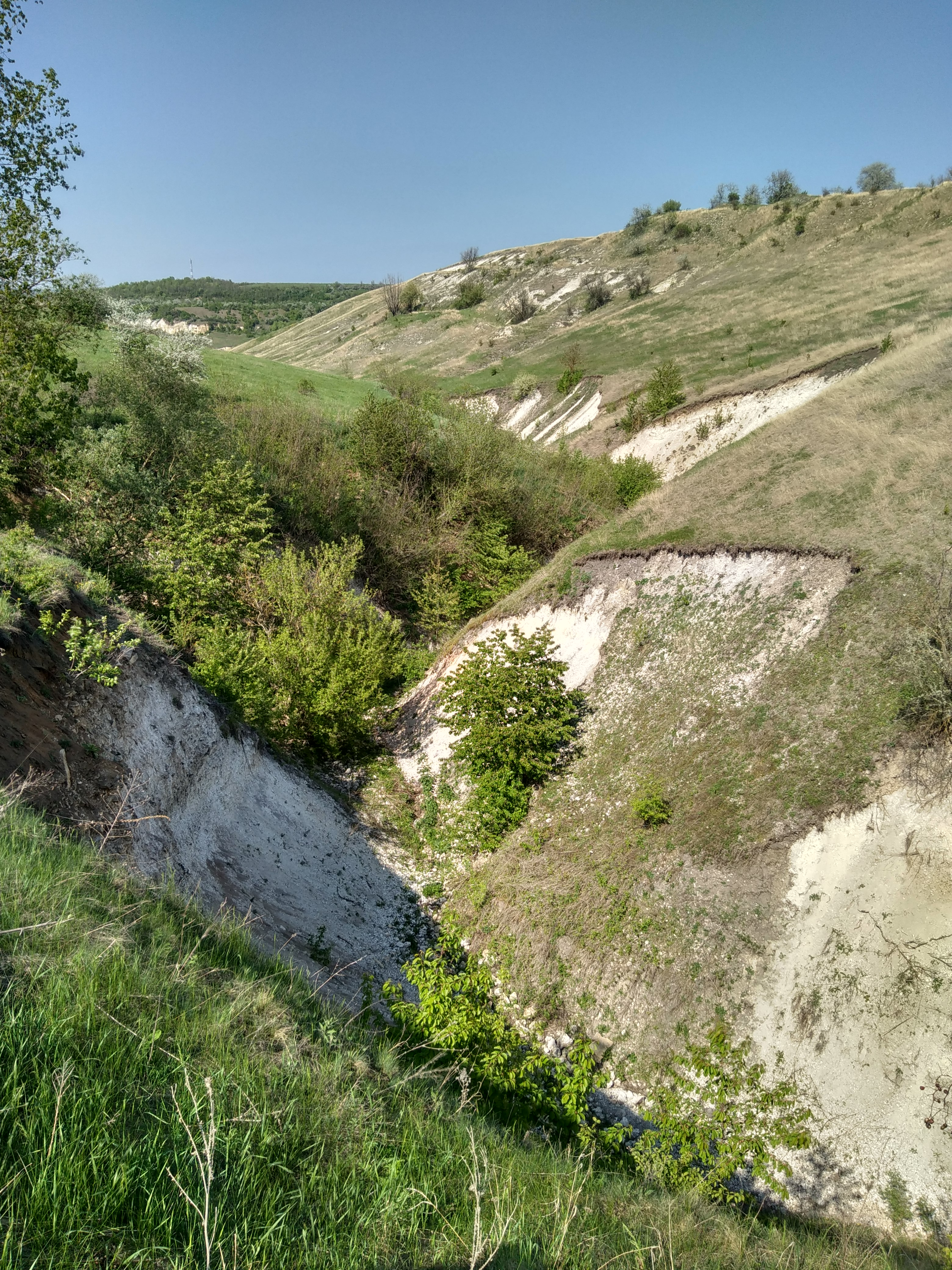
Partea de nord
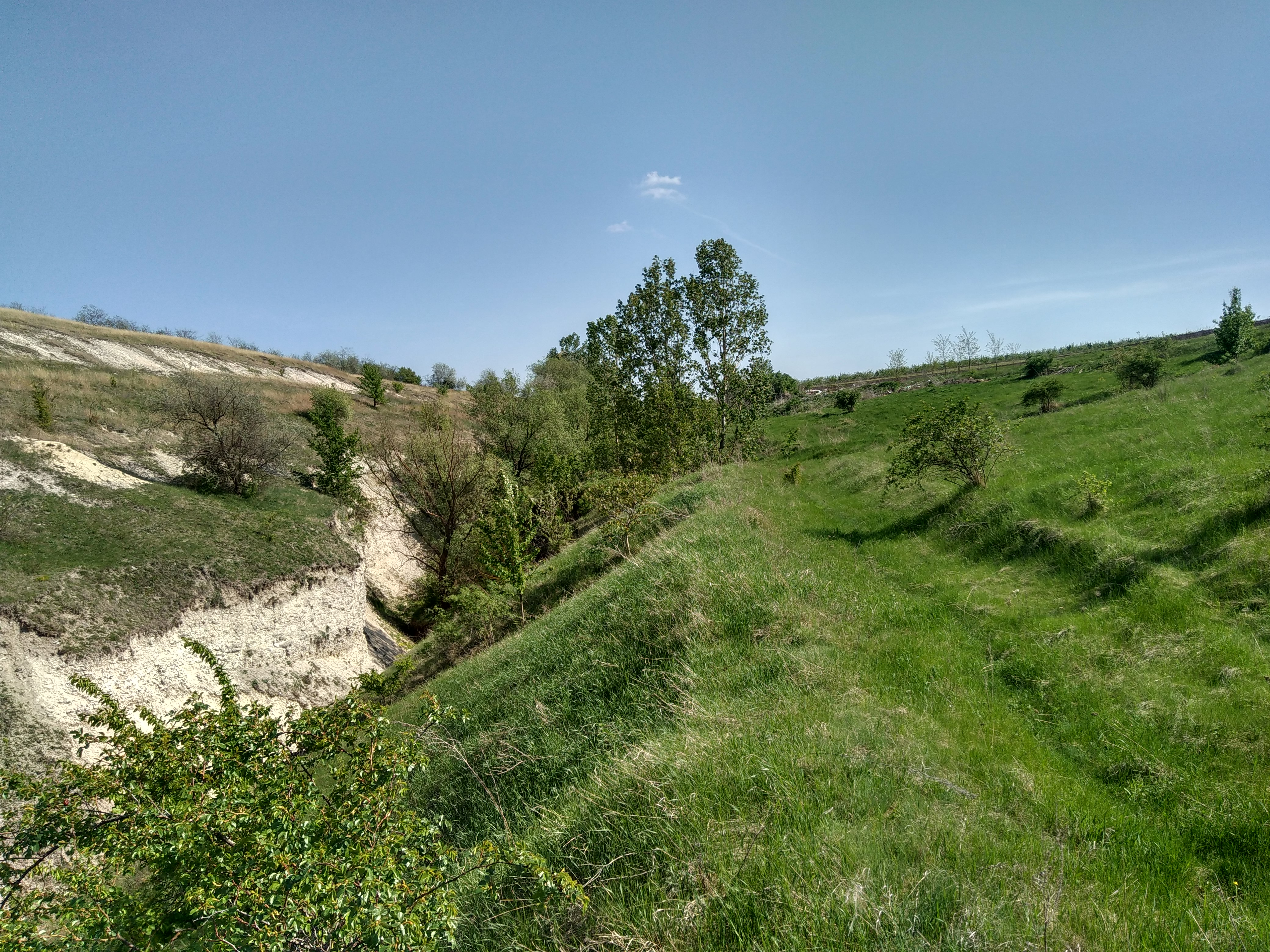
Partea de sud
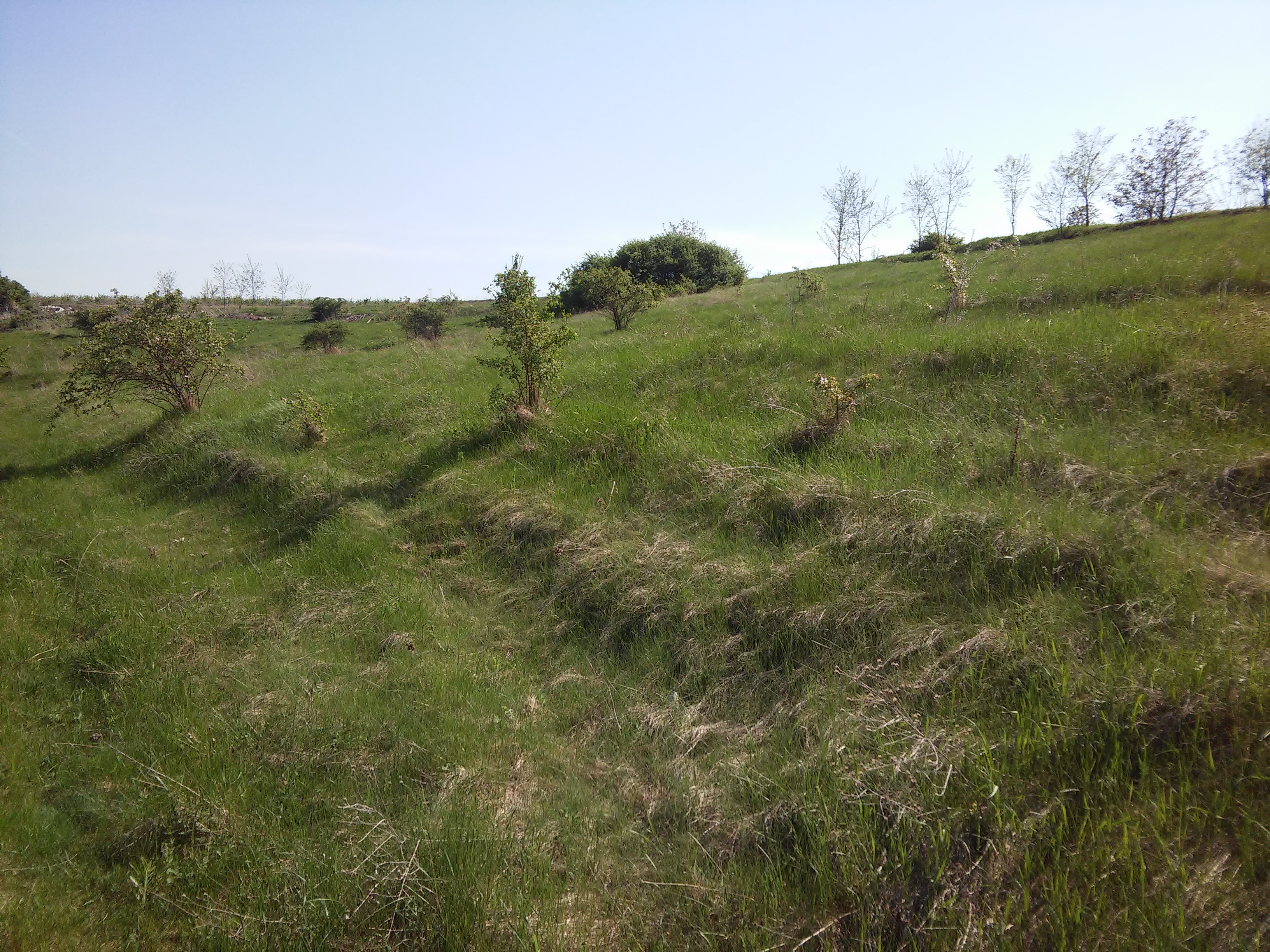
Terasa de pe malul vestic
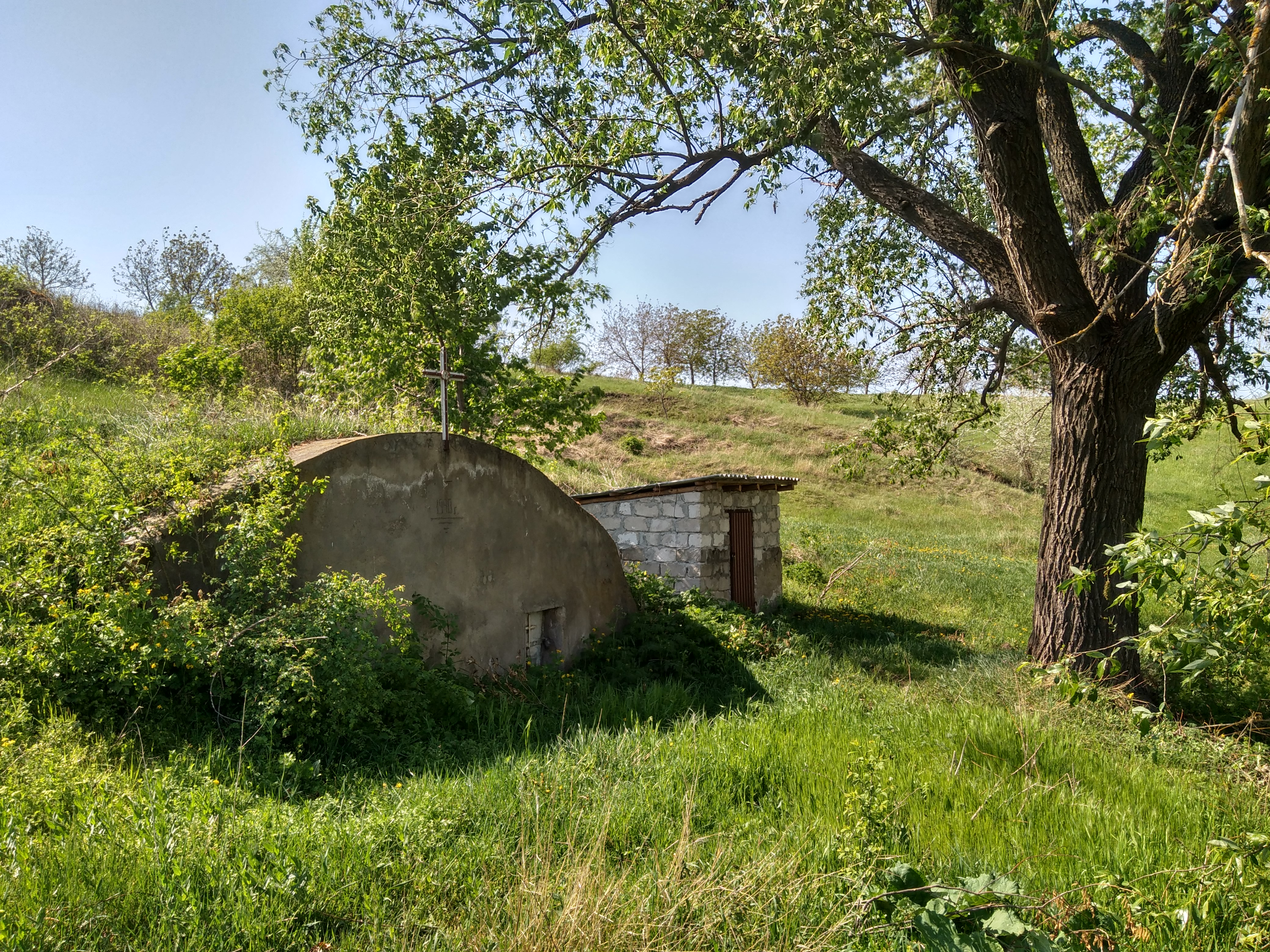
Bordei pe malul vestic